# Parafia Przemienienia Pańskiego w Przełęku Dużym
Parafia Przemienienia Pańskiego w Przełęku – parafia rzymskokatolicka znajdująca się w diecezji toruńskiej, w dekanacie Lidzbark Welski.
Na obszarze parafii leżą miejscowości: Przełęk Kościelny, Artulewo, Gródki, Przełęk Duży, Przełęk Mały. 